# Craigmont
Craigmont – miasto w Stanach Zjednoczonych, w stanie Idaho, w hrabstwie Lewis.